# Mestaruussarja 1939
La Mestaruussarja 1939 fu la trentunesima edizione della massima serie del campionato finlandese di calcio, la decima come Mestaruussarja. Il campionato, con il formato a girone unico e composto da otto squadre, venne vinto del TPS. Il campionato non venne concluso a causa dell'imminente scoppio della Guerra d'inverno, la classifica venne considerata comunque definitiva anche se incompleta.

## Squadre partecipanti
| Club            | Città    | Stagione 1938                |
| --------------- | -------- | ---------------------------- |
| HIFK            | Helsinki | 6º posto in Mestaruussarja   |
| HJK             | Helsinki | Campione di Finlandia        |
| HPS             | Helsinki | 5º posto in Mestaruussarja   |
| HT Helsinki     | Helsinki | 4º posto in Mestaruussarja   |
| KPT Kuopio      | Kuopio   | 7º posto in Mestaruussarja   |
| TPS             | Turku    | 2º posto in Mestaruussarja   |
| Viipurin Reipas | Viipuri  | Vincitore di Itä–Länsi-sarja |
| VPS             | Vaasa    | 3º posto in Mestaruussarja   |

## Classifica finale
|  | Pos. | Squadra         | Pt | G  | V | N | P | GF | GS | DR  |
|  | ---- | --------------- | -- | -- | - | - | - | -- | -- | --- |
|  | 1.   | TPS             | 20 | 12 | 9 | 2 | 1 | 38 | 17 | +21 |
|  | 2.   | HJK             | 18 | 13 | 7 | 4 | 2 | 40 | 18 | +22 |
|  | 3.   | HT Helsinki     | 13 | 12 | 6 | 1 | 5 | 27 | 21 | +6  |
|  | 4.   | HIFK            | 13 | 13 | 5 | 3 | 5 | 31 | 32 | -1  |
|  | 5.   | HPS             | 13 | 13 | 5 | 3 | 5 | 20 | 22 | -2  |
|  | 6.   | VPS             | 10 | 12 | 3 | 4 | 5 | 20 | 21 | -1  |
|  | 7.   | KPT Kuopio      | 7  | 12 | 2 | 3 | 7 | 17 | 29 | -12 |
|  | 8.   | Viipurin Reipas | 4  | 11 | 2 | 0 | 9 | 18 | 51 | -33 |

Legenda:
      Campione di Finlandia
      Retrocesse in Itä–Länsi-sarja
Note:
Due punti a vittoria, uno a pareggio, zero a sconfitta.